# CEV Be 2/6
De Be 2/6 is een elektrisch treinstel van het Stadler Rail type GTW met lagevloerdeel bestemd voor het regionaal personenvervoer van de Chemins de fer électriques Veveysans (CEV) sinds 2001 onderdeel van Montreux-Vevey-Riviera (MVR).

## Geschiedenis
De treinen werden door Chemins de fer électriques Veveysans (CEV) besteld bij Stadler Rail.
De Montreux-Vevey-Riviera (MVR) ontstond in 2001 uit een samenwerking van de smalspoorbedrijven Chemins de fer électriques Veveysans (CEV) en MTGN met de cabinebanen LAS en VCP. De MVR werkt samen met de Montreux-Berner Oberland-Bahn (MOB) in de Golden Pass Services SA (GPS).
Deze treinstellen werden in 2017 gereviceerd en drie treinstellen aan Aare Seeland mobil (ASm) voor het traject Biel – Täuffelen – Ins verkocht. Het vierde treinstel is aan Meiringen-Innertkirchen-Bahn (MIB) verkocht.

## Constructie en techniek
Het treinstel is opgebouwd uit een aluminium frame. Het treinstel heeft een lagevloerdeel. Deze treinstellen kunnen tot drie stuks gecombineerd rijden. De treinstellen zijn uitgerust met luchtvering.
Het treinstel 7003 werd na een aanrijding op 18 juli 2011 als eerste in de goldenpass kleuren in oktober 2011 indienst gesteld.

### Namen
De treinen werden door de Chemins de fer électriques Veveysans (CEV) voorzien van de volgende namen:
- 7001: Vevey
- 7002: Saint-Légier - La Chiésaz
- 7003: Blonay
- 7004: Montreux

## Treindiensten
Deze treinen worden door Montreux-Vevey-Riviera (MVR) ingezet op de volgende trajecten.
- Vevey - Blonay
- Montreux - Sonzier

## Galerij

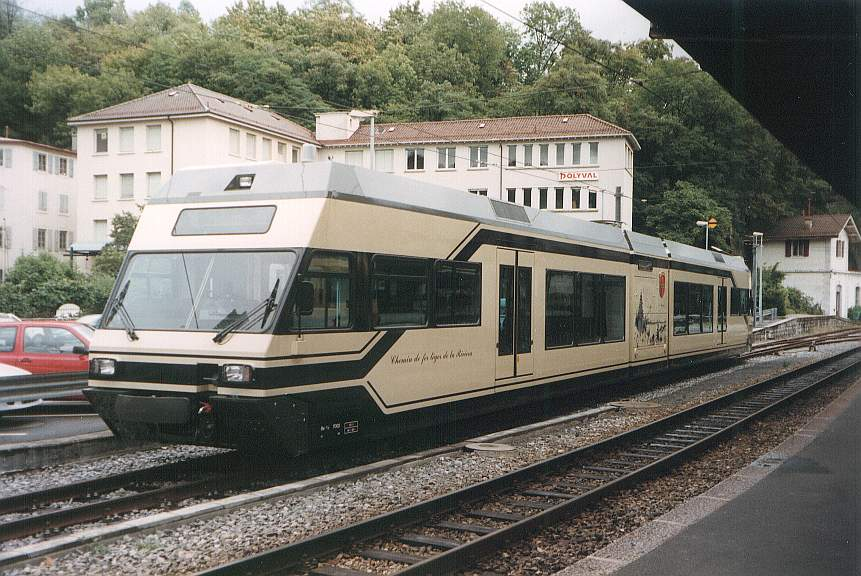
Be 2/6 te Vevey